# Magdalene Bärens
Magdalene Margrete Bärens (30. september 1737 i København – 6. juni 1808) var en dansk blomstermalerinde, mor til Johan Hendrich Bärens.

## Biografi
Magdalene Bärens var datter af en kongelig berider Johan Herman Schäffer. Hun nød en omhyggelig og mangesidig uddannelse i det fædrene hjem og lagde sig tidlig efter tegning og maling, vel ikke uden påvirkning af Saly og Clio, som hørte til hendes families omgangskreds. Også den udmærkede portrætmaler Vigilius Eriksen, Preisler og Weidenhaupt stod hendes familie nær og yndede hende.
Det var dog først mange år efter hendes giftermål (3. juli 1761) med kammerråd Johan Georg Bärens, at hun, navnlig påvirket af Eriksen, for alvor fremtrådte som kunstnerinde, og 1779 blev hun af Kunstakademiet agreeret på 2 blomsterstykker i gouache. Det følgende år blev hun medlem af akademiet og kongelig blomstermalerinde.
På en rejse hun foretog med offentlig understøttelse, solgte hun til høj pris to billeder til den russiske kejserinde Katarina den Store. Lorentzen malede hendes portræt til Kunstakademiets samling. Magdalene Bärens, der også dyrkede kunstbroderiet havde et skarpt øje for blomsternes formelle og koloristiske ejendommeligheder.